# Opel Kapitän

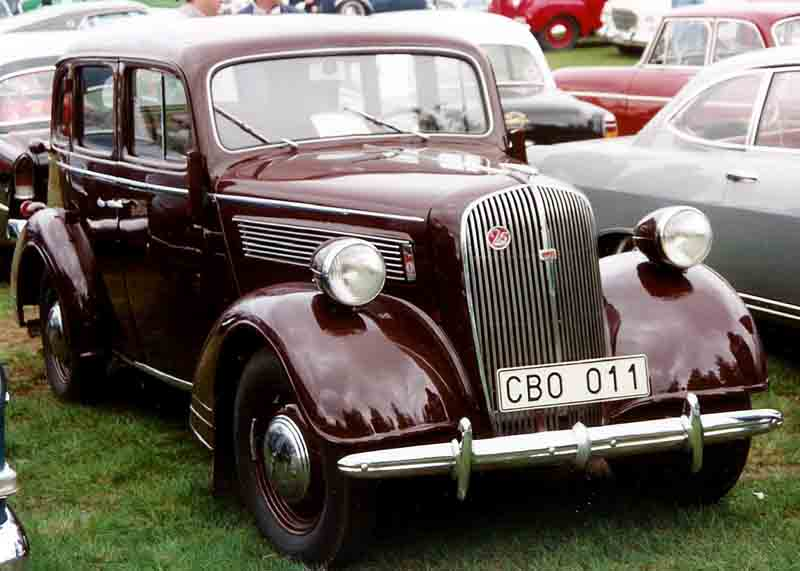
Модель-предшественник — Opel Super 6

Opel Kapitän (рус. «О́пель Капите́н») — западногерманский автомобиль бизнес/представительского класса, выпускавшийся подразделением корпорации GM Opel с 1939 по 1970 год. Opel Kapitän был европейским флагманом корпорации GM и занимал в модельном ряду позицию на ступеньку выше модели Opel Rekord.
Для удобства изложения использованы внутризаводские индексы моделей (PI, PII, A, и т. д.), которые в настоящее время являются общепринятыми для обозначения различных поколений модели Kapitän.

## 1938—1940
Первая модель, носившая имя Kapitän, стала последним предвоенным автомобилем фирмы. На внутреннем рынке её премьера состоялась в конце 1938 года, а весной 1939 «Капитен» был экспонатом Женевского Автосалона. Модельный ряд включал в себя двух- и четырёхдверный седаны и кабриолет. До прекращения производства гражданских легковых автомобилей к осени 1940 года успели выпустить 25 371 автомобилей. Также, в 1943 году собрали ещё три автомобиля — общий выпуск, таким образом, составил 25.374 экземпляра.

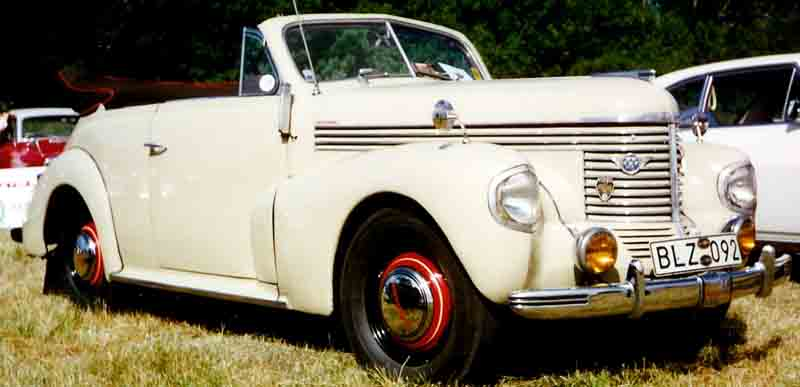
Кабриолет.

Стоимость автомобиля составляла: в версии двухдверного седана — 3575 рейхсмарок; четырёхдверного — 3975 RM; кабриолета — 4325 RM.
Автомобиль имел современную для тех лет конструкцию — независимая передняя подвеска и несущий кузов делали его одним из наиболее совершенных серийных автомобилей в Европе.
Трофейные автомобили этой модели имели очень широкое распространение в СССР в послевоенные годы.
Силовая структура днища кузова и передняя подвеска «Капитена» этого поколения благодаря своей передовой конструкции и доступности для изучения были использованы в СССР инженерами ГАЗа при разработке автомобиля ГАЗ-М-20 «Победа», однако, напрямую скопированы не были.

## 1948—1950
После войны «Опель» раньше других немецких производителей сумел возобновить выпуск автомобилей благодаря финансовой поддержке компании GM, в состав которой он вернулся после поражения Германии.

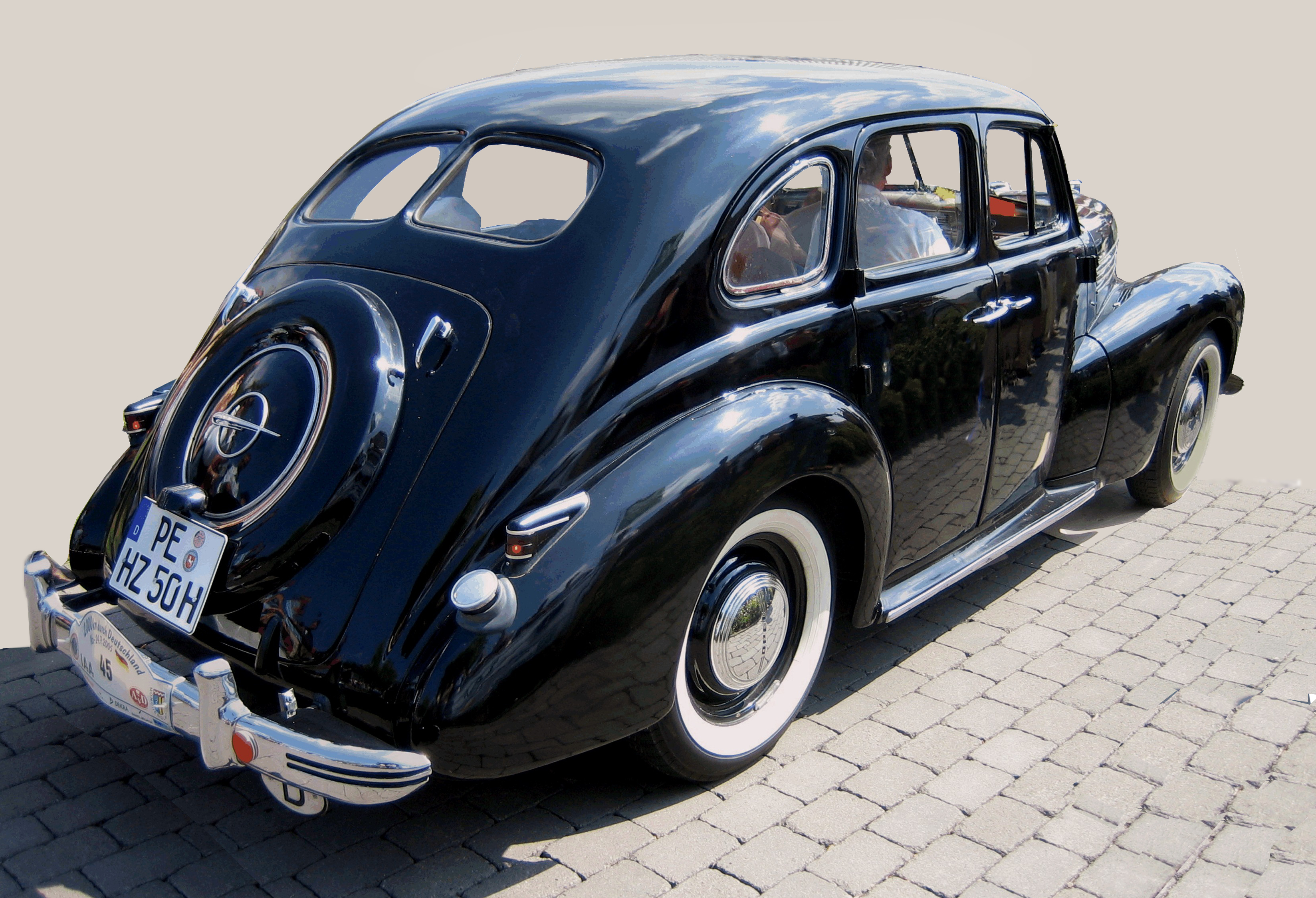

В октябре 1948 года было представлено послевоенное поколение модели Kapitän. Выбор кузовов был урезан до одного варианта — четырёхдверного седана. Сложные в производстве рассеиватели фар шестигранной формы были заменены на обычные, круглые.
С мая 1950 года машина получила коробку передач с рычагом переключения на рулевой колонке.
До февраля 1951 года было выпущено 30 431 автомобилей.

## 1951—1953
Модель 1951 года представляла собой рестайлинг предыдущего варианта.

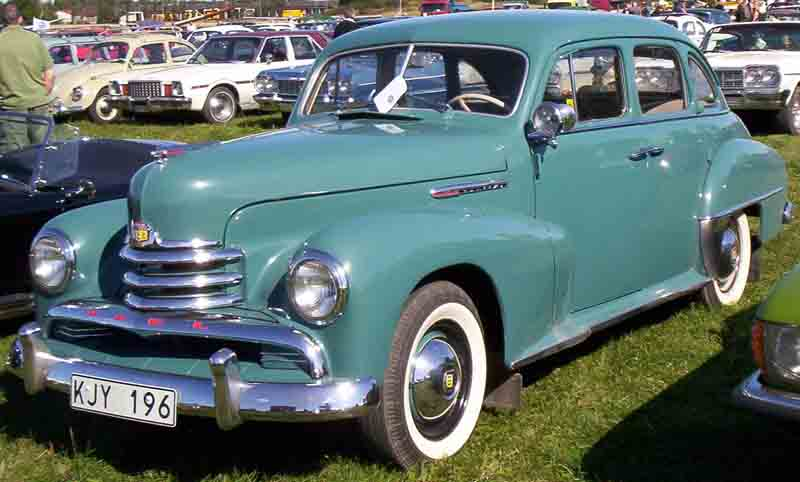
Opel Kapitän ’51

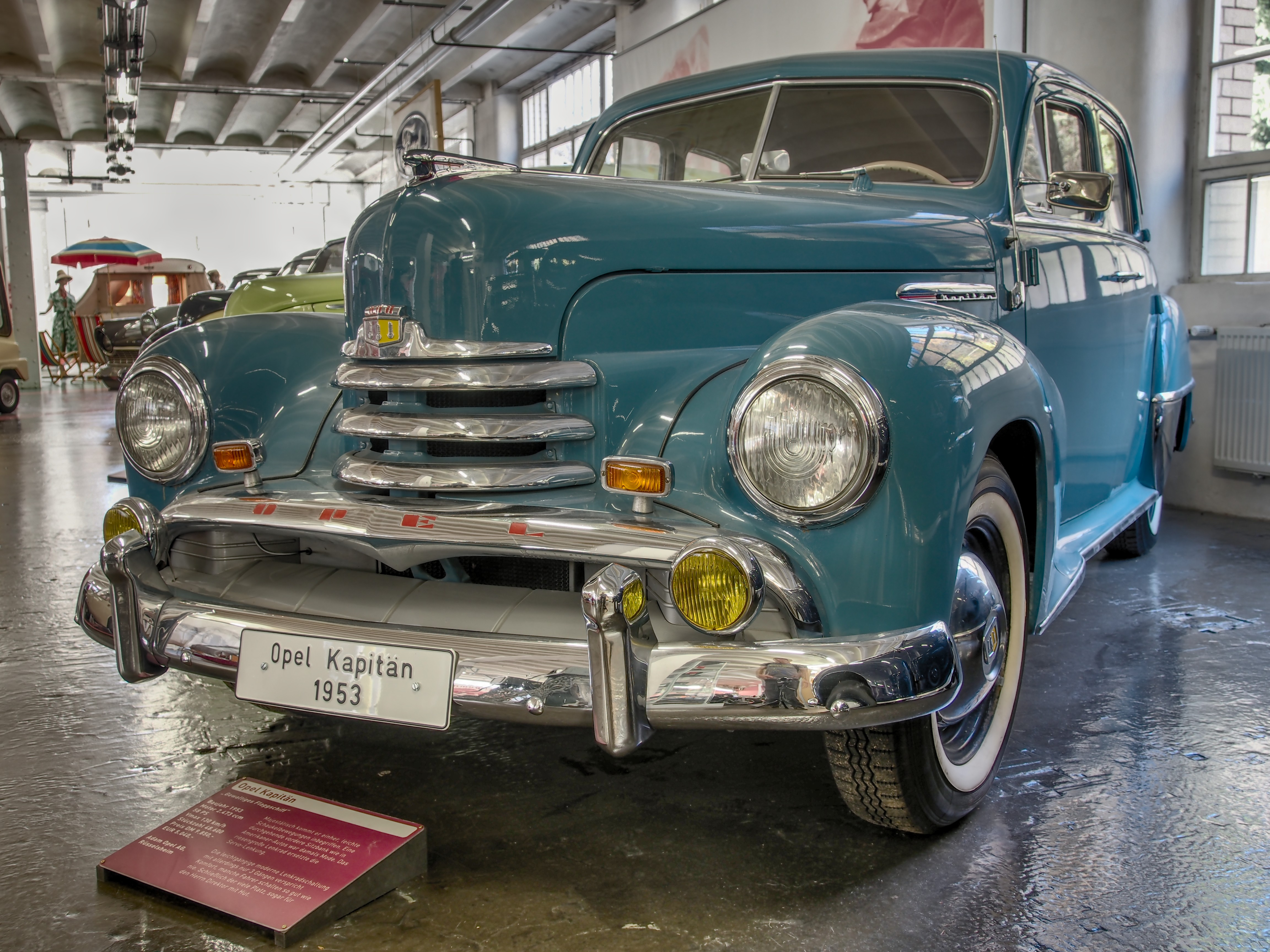
Opel Kapitän ’53

Стала более современной решетка радиатора с крупными горизонтальными брусьями, задние крылья приобрели более привлекательную форму, кузов стал трёхобъёмным седаном вместо двухобъёмного фастбэка. Степень сжатия двигателя была повышена с 6,0 до 6,25, что дало небольшую прибавку в мощности.
С марта 1951 по июль 1953, Opel выпустил 48 562 экземпляров этой модели. Автомобиль стоил 9250 DM (с 1 августа 1951: 9600 DM).

## 1954—1957
В ноябре 1954 года в серийном производстве был освоен совершенно новый кузов для модели Kapitän. Машина стала длиннее и шире предшественника, двигатель остался прежним, но степень сжатия была повышена до 7,0:1 — это подняло мощность до 67 л. с. Цена составила 9500 DM.

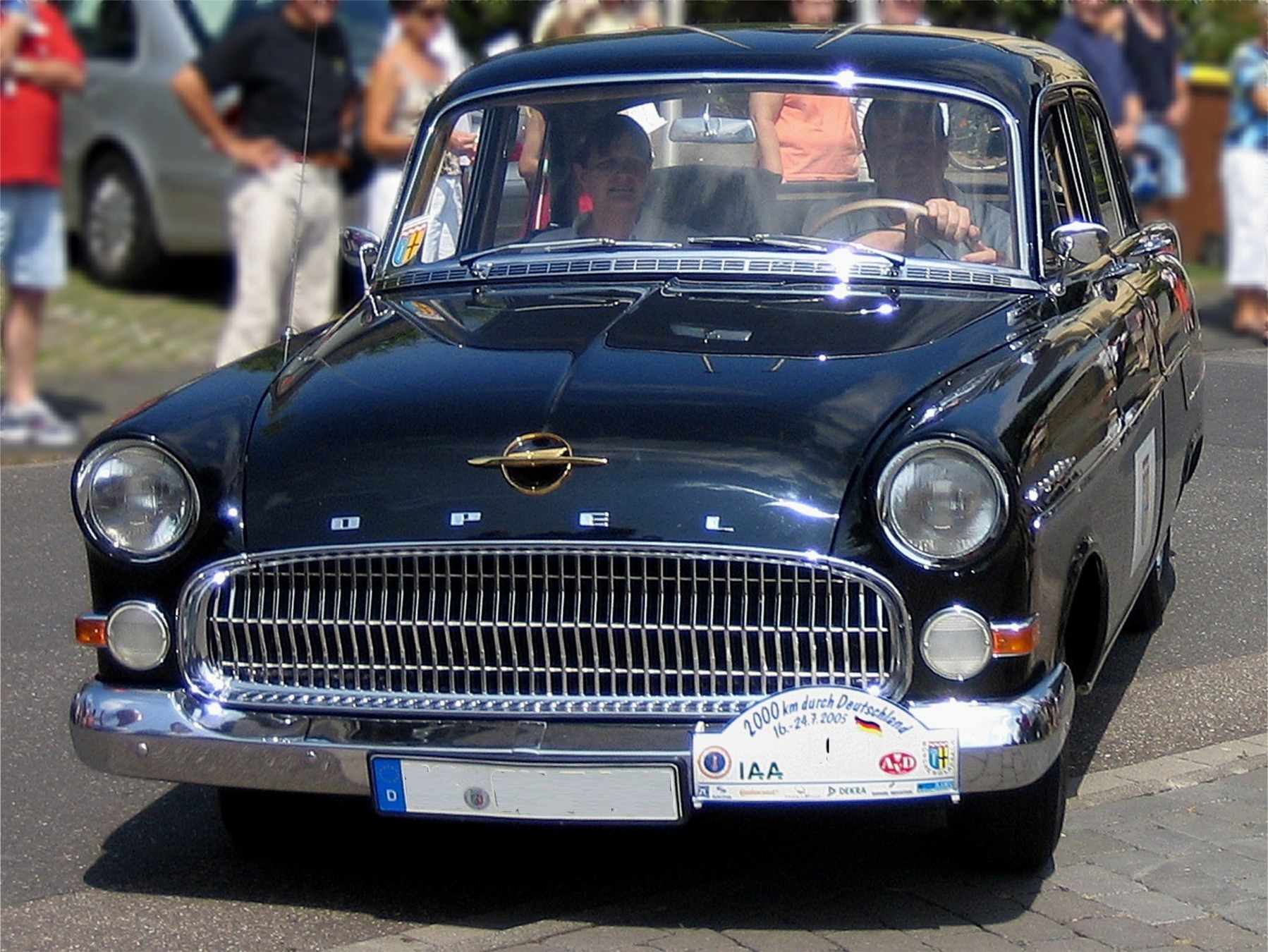
Opel Kapitän 1956/57 после рестайлинга.

В 1955 году мощность двигателя довели до 70 л. с., а в 1956 — до 74 л. с. Задний мост был модернизирован, получил торсионный стабилизатор поперечной устойчивости и тормозные барабаны несколько увеличенного диаметра.
Для 1956 года дизайн модели был несколько обновлен — появилась решетка радиатора типа «китовый ус», фары были утоплены в крылья, изменился дизайн подфарников и рельеф боковины кузова. Максимальная скорость достигла 140 км/ч, а расход топлива снизился до 11,5 л./100 км.
С мая 1957 года по заказу машину стали оснащать 3-ступенчатой полуавтоматической трансмиссией с четвёртой передачей-овердрайвом (первые три передачи переключал водитель, а четвёртая повышающая включалась автоматически).
Всего с ноября 1953 по февраль 1958 года выпустили 154 098 Капитенов этой модели. В те годы это была третья по популярности модель в Германии, после «Жука» и Opel Rekord (согласно [1]).

## P1 (1958—1959)

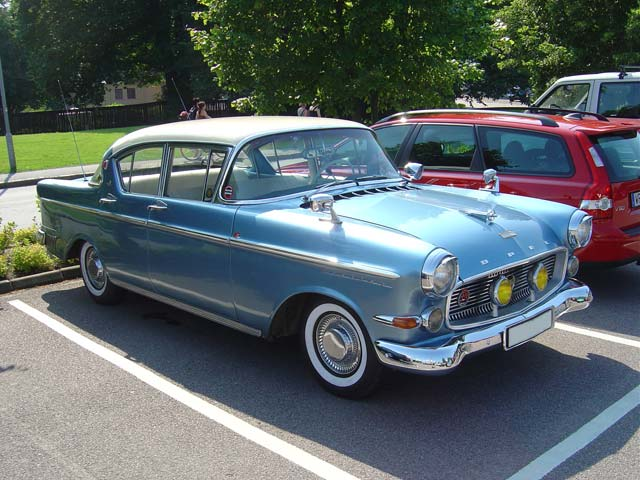
Явное преобладание в «Капитене» Р1 стайлинга над практическими соображениями, характерное для американской школы, у немецкого покупателя вызвало только отторжение.

В июне 1958 года было представлено новое поколение — Kapitän P1, или P 2,5. Следуя тенденциям американской автомобильной моды, машина стала ниже (на 6 см) и шире по сравнению с предшественником, получила панорамные стекла и плавники. Отдачу 2,5-литровой «шестерки» подняли до 79 л. с. Автомобиль был подвергнут резкой критике, главным образом, за узкий проем задних дверей и излишне вычурный стайлинг. Поэтому это поколение находилось на конвейере всего один год.
С июня 1958 по июнь 1959 года с конвейера сошло 34 282 автомобиля. Цена составляла 10 250 DM. За 750 DM можно было заказать более роскошную отделку (комплектация L), а ещё за 650 — автоматический овердрайв в трансмиссии.

## P2 (1959—1963)

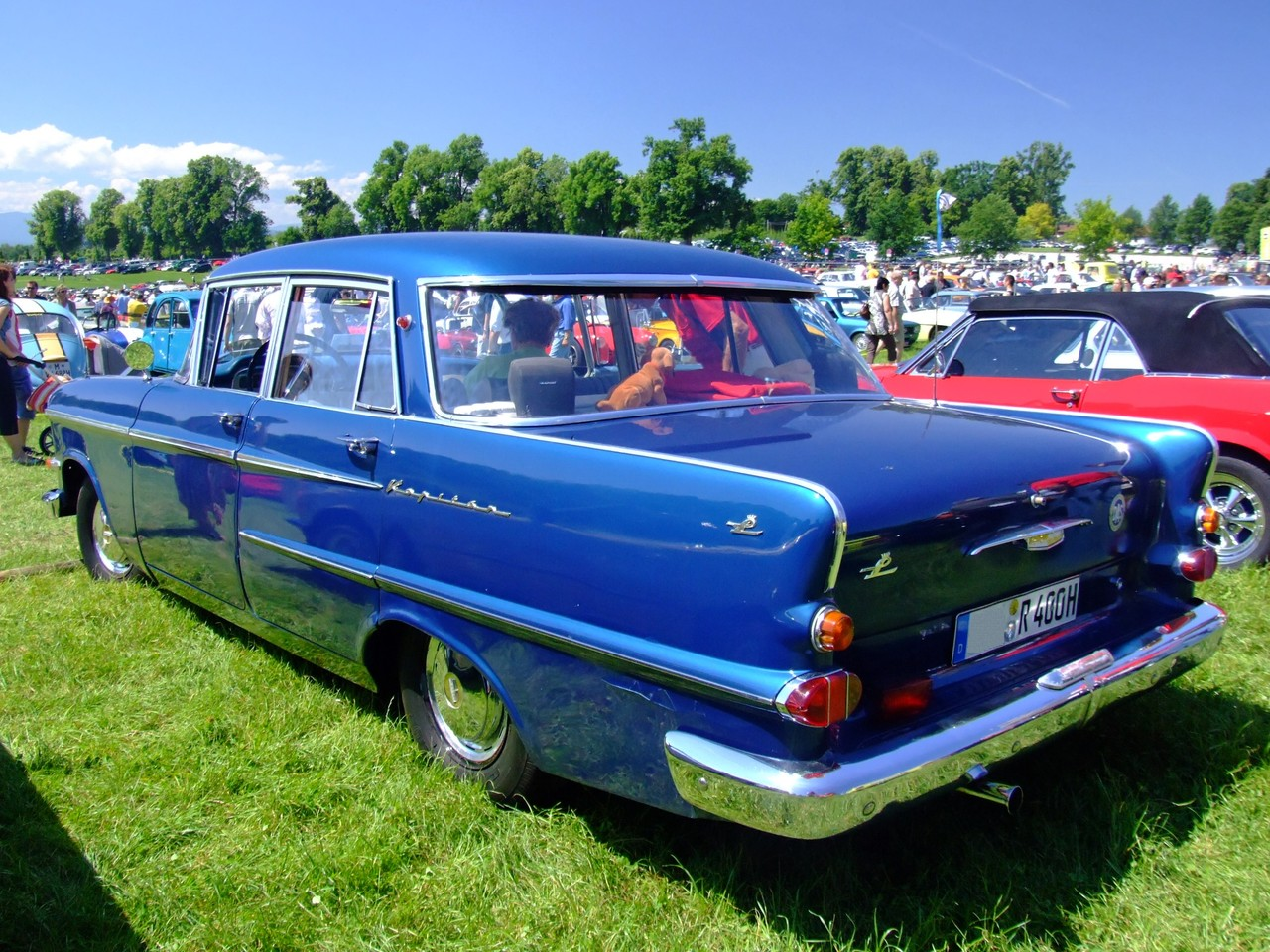
Задняя часть Р2 была оформлена в явном американском стиле, чего нельзя сказать про передок.

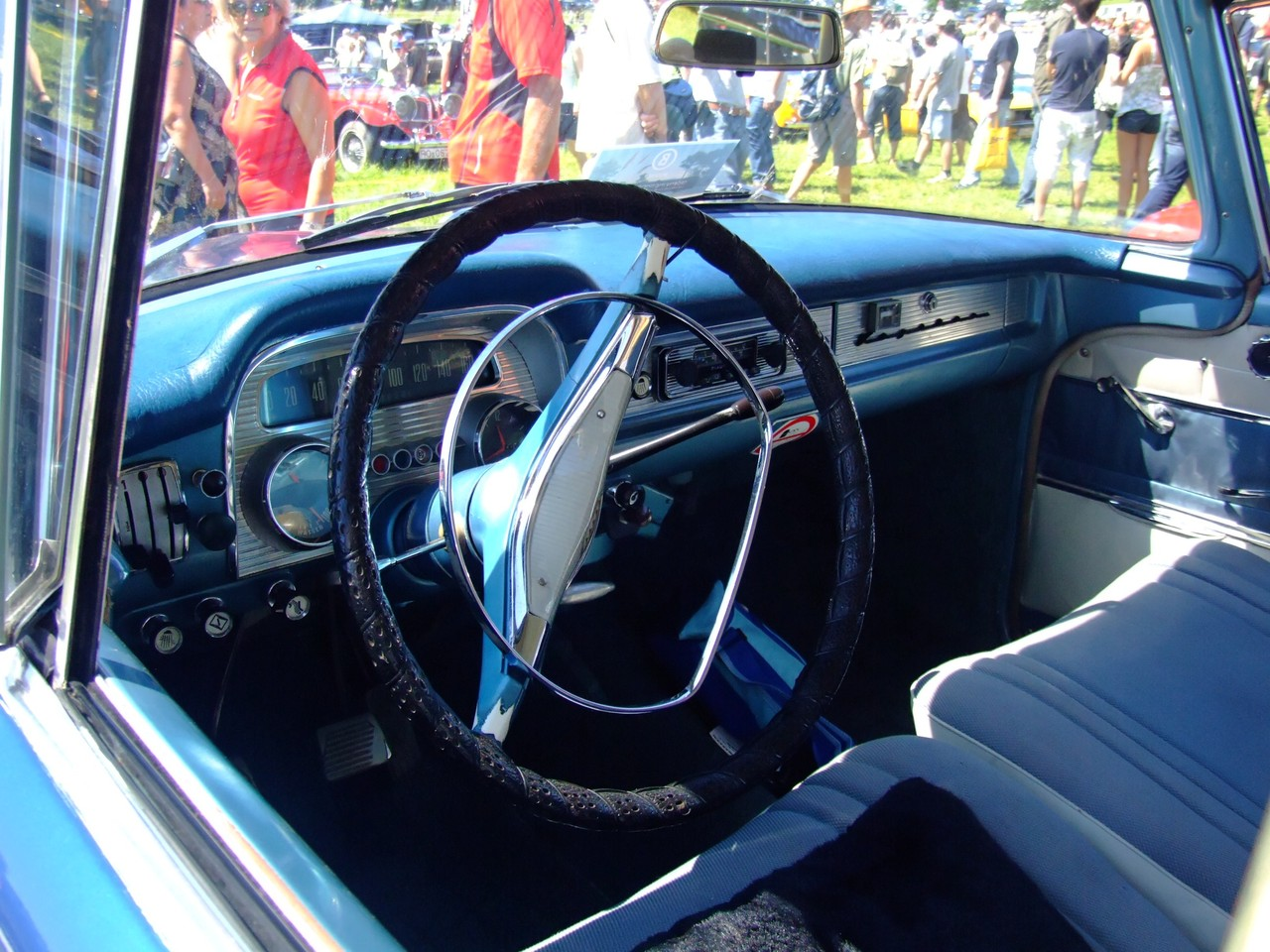
Интерьер был малоотличим от интерьеров автомобилей GM североамериканского рынка.

Kapitän P2, или P 2,6 — получил обновленный кузов с более плоской крышей, новыми передком и задней частью. Появился новый 2,6-литровый двигатель (диаметр цилиндра и ход поршня 85×76,5 мм вместо 80 x 82), конструкция двигателя в целом осталась прежней — нижний распредвал и привод клапанов толкателями. Вместо 3-ступенчатой механической коробки передач с овердрайвом на это поколение устанавливается американская коробка-автомат Hydra-Matic. Стало доступно несколько комплектаций, в том числе люксовая L.
С августа 1959 по декабрь 1963 года выпустили 145 618 экземпляров этой модели.
«Опель Капитен» 1960 года выпуска в люксовой комплектации L имелся в коллекции автомобилей Брежнева.

## KAD A (1964—1968)
В 1964 модельном году было представлено совершенно новое семейство автомобилей Opel KAD, включавшее модели Kapitän, Admiral и Diplomat; Kapitän стал самой дешёвой моделью начального уровня в этом семействе. По сравнению с предыдущими поколениями, Kapitän A находился на класс выше, значительно превосходя их по размерам и мощности двигателей. Внешность восходила к автомобилям GM американского рынка, главным образом, Chevrolet.
Большая часть выпущенных машин имела шестицилиндровые двигатели, небольшое число было оснащено американским двигателем Chevrolet V8 объёмом 280 куб. дюймов. В 1966/67 годах 580 экземпляров моделей Kapitän и Admiral для австрийского рынка получили 2,5-литровый двигатель мощностью 111 л. с.
В конце 1967 года модель претерпела модернизацию, получила рулевое управление ZF с безопасной рулевой колонкой, деформирующейся при аварии. Также стала доступна форсированная версия HL (Hochleistung) двигателя объёмом 2,8 литра — 138 л. с.
Kapitän A не имел особого коммерческого успеха; было продано всего 24 249 экземпляров до прекращения производства в ноябре 1968 года. Именно в годы выпуска этого поколения Opel сдал лидирующие позиции в классе больших автомобилей.

## KAD B (1969—1970)

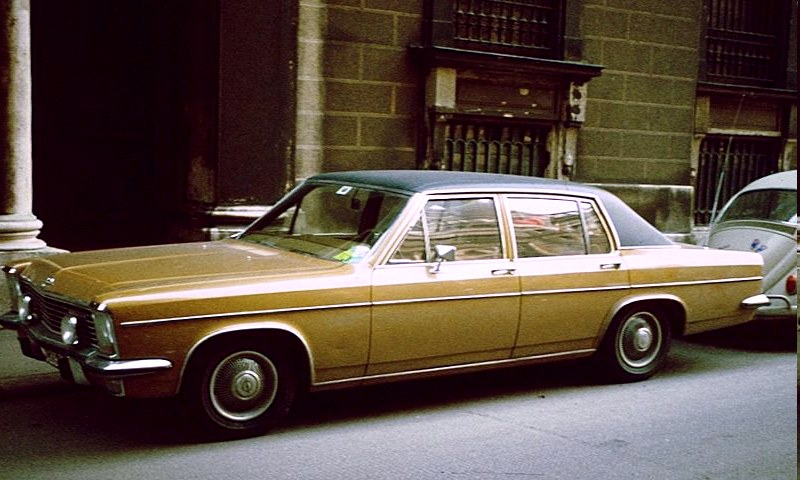
Opel Diplomat B был выполнен как стилистическое подобие флагмана GM североамериканского рынка, Cadillac модели 1965-68 годов.

Семейство Opel KAD B было представлено в 1968 году. Kapitän B был модернизированной версией предыдущего поколения и стал последним автомобилем этой модели. Кузов был подвергнут рестайлингу, стал короче на 5 см. Задняя подвеска была выполнена по схеме DeDion. Opel Admiral B внешне повторял «Капитен», а модель Diplomat получила другой кузов, с роскошным проамериканским стайлингом (на картинке).
Производство свернули в мае 1970 года. Admiral B и Diplomat B пережили модель Kapitän на семь лет, а в 1978 году были заменены на Opel Senator A.
Было выпущено всего 4976 экземпляров за 15 месяцев производства.

## Авторетро
Opel Kapitän пользуется стойкой популярностью в среде коллекционеров, вне зависимости от года выпуска. Особенно редкими и желанными являются кабриолеты, модель 1951-53 годов и модель P1, выпускавшаяся всего один год. Автомобиль считается в целом весьма надежным, однако, присутствуют проблемы с коррозией, особенно при круглогодичной эксплуатации. Многие запасные части к автомобилям этой модели в настоящее время производятся как новоделы.